# ТП-62
ТП-62 — болгарская бронированная гусеничная пожарная машина на базе танка Т-62.

## История
Танки Т-62 поступили на вооружение вооружённых сил Болгарии в 1970е годы, когда Народная Республика Болгария входила в Организацию Варшавского Договора. После смены правительства в 1989 году Болгария начала военную реформу, предусматривавшую сокращение вооружённых сил и военных расходов. 19 ноября 1990 года Болгария подписала Договор об обычных вооружённых силах в Европе, в соответствии с которым принимала на себя обязательства по сокращению количества бронетехники. В это время на вооружении Болгарии находились танки Т-55, Т-62 и Т-72.
Военно-политическое руководство страны приняло решение снять с вооружения танки Т-62, после чего они были выведены из состава вооружённых сил. Некоторое количество Т-62 было переоборудовано в бронированные тягачи ТВ-62, а остальные были предложены на экспорт (в дальнейшем, в 1993 году 24 танка Т-62 были проданы в Анголу).
В условиях сокращения государственного военного заказа на машиностроительном заводе "Терем - Хан Крум" в Тырговиште (выполнявшем ремонт танков Т-62) началась разработка модернизированных и конверсионных вариантов военной техники. 
В начале мая 2008 года стало известно о переоборудовании танка Т-62 в бронированную пожарную машину, в дальнейшем машина была официально представлена на проходившей 28-30 мая 2008 года в Пловдиве 8-й международной выставке вооружения и военной техники "HEMUS 2008" (под наименованием противопожарният танк ТП-62).
В начале июня 2012 года начался обширный лесной пожар в горном массиве Витоша, к тушению которого были привлечены военнослужащие и военная техника (в том числе, пожарный танк ТП-62, по результатам применения получивший положительную оценку военного командования).

## Описание
Машина предназначена для тушения пожаров различных классов при помощи воды.
В ходе переоборудования, танковая башня снимается, на крыше корпуса устанавливается цистерна для воды ёмкостью 10 кубометров. Поскольку масса ТП-62 с полным баком воды составляет 36 тонн (на одну тонну меньше, чем масса танка Т-62), по проходимости машина не уступает танку и способна преодолевать подъемы до 64 градусов.
Бронированный герметизированный корпус обеспечивает защиту экипажа и позволяет использовать машину для тушения лесных пожаров, пожаров на складах боеприпасов, взрывчатых и горюче-смазочных веществ.
Также, машина оснащена водомётом с двумя пожарными насосами ("FOX III-Rosenbauer" и "UHPS VAN-Rosenbauer" производства австрийской компании "Rosenbauer International AG"), бульдозерным оборудованием, и может быть дополнительно оснащена плугом для противопожарного опахивания.
На крыше ТП-62 установлены два проблесковых маячка, сирена и громкоговоритель.
Для перевозки ТП-62 по автомобильным дорогам общего пользования рекомендовано использовать общевойсковой тягач с полуприцепом.
В ходе тушения лесного пожара в Витоше было установлено, что бронемашина способна двигаться через лес, устраивая просеки шириной 4 - 6 метров.

## Страны-эксплуатанты
- Болгария